# Долобский съезд
Долобский съезд — съезд русских князей, состоявшийся в начале 1103 года у Долобского озера вблизи Киева. В нём приняли участие князь киевский Святополк Изяславич и переяславский князь Владимир Мономах. Является одним из значительных этапов в попытках древнерусских князей прекратить раздоры и объединить усилия перед половецкой угрозой.

## История
В отличие от предыдущих съездов, в данном принимали участие дружины князей. Изначально дружинники Святополка были против весеннего похода на половцев, но Мономаху удалось убедить их.

## Последствия
Достигнутые на съезде соглашения позволили русским князьям объединить силы и совершить в последующие годы несколько крупномасштабных походов на половцев. В 1103 году объединённые дружины Святополка киевского, Владимира Мономаха и других князей в сражении при Сутени разгромили орды кочевников. Погибли 20 половецких ханов. В 1111 году в верховьях Северского Донца Владимир Мономах с союзниками нанёс новое тяжёлое поражение половцам. В результате наступательный порыв половецких ханов стал иссякать. Стороны всё чаще строили свои взаимоотношения на договорных началах, нередко скрепляя их династическими браками.
Долобский съезд 1103 года, как и блестящая победа русского войска, стали определяющими факторами в укреплении Древнерусского государства, в определённом сближении русских князей, консолидации государственных сил и усилении авторитета Владимира Мономаха.